# Sulfatide
Un sulfatide est un sulfolipide qui correspond à un galactocérébroside sulfaté. Ce type de composés est produit en premier lieu par les oligodendrocytes, des cellules de la substance grise et de la substance blanche du cerveau et de la moelle épinière, constituant le système nerveux central.

Exemple de sulfatide.